# West Bagborough
West Bagborough is een civil parish in het bestuurlijke gebied Somerset West and Taunton, in het Engelse graafschap Somerset met 358 inwoners.